# Comet Co.
Die Comet Company war ein US-amerikanischer Automobilhersteller, der nur 1947 in Los Angeles (Kalifornien) ansässig war.
Der Comet basierte auf einem zeitgenössischen Ford-V8- oder Reihensechszylinder-Modell und wurde von Frank Kurtis entworfen. Der elegante, zweisitzige Roadster besaß eine aus Aluminium und Stahl bestehende Karosserie und kostete US$ 3450,–.